# Riva degli Schiavoni

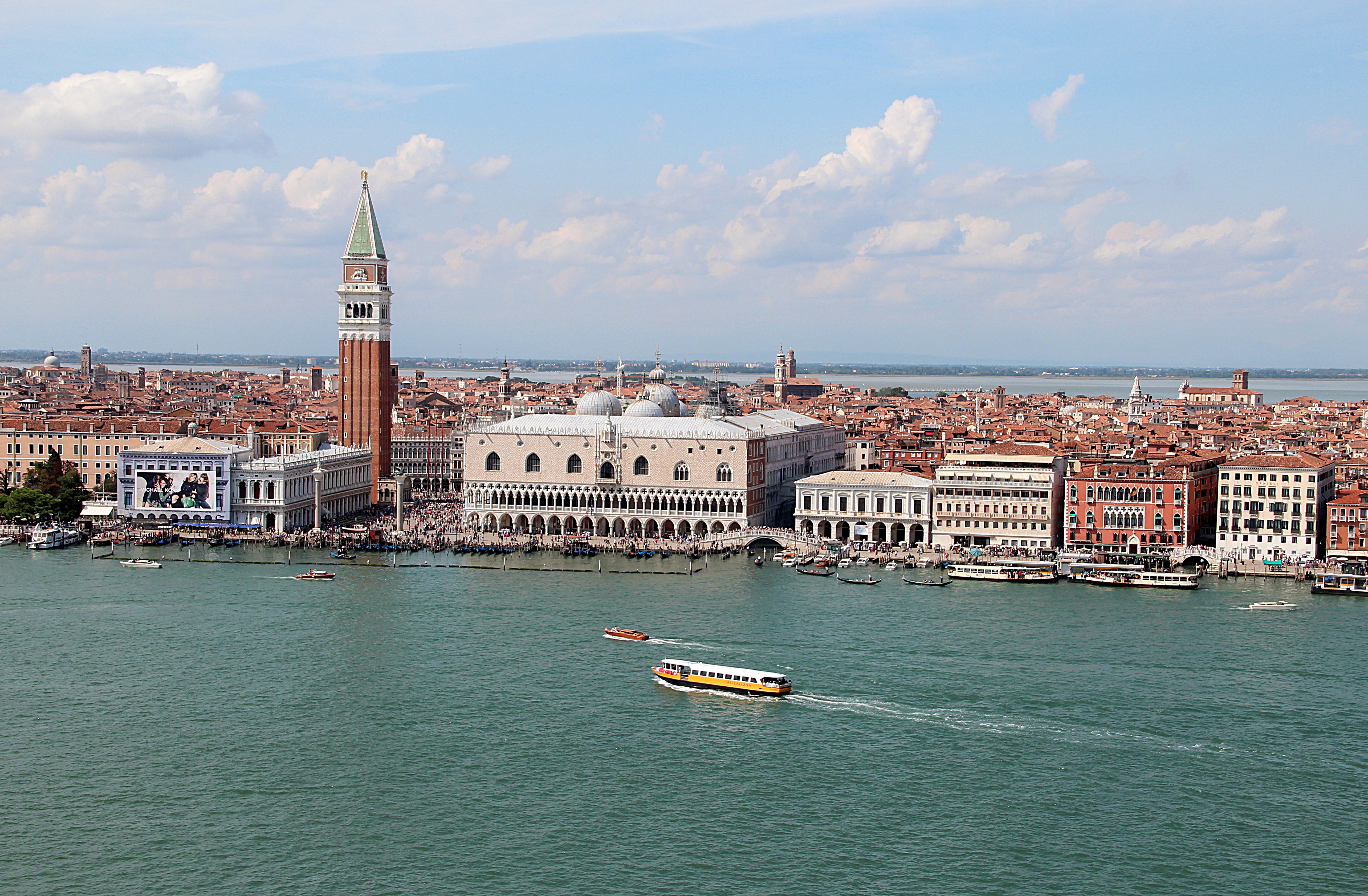
Riva degli Schiavoni

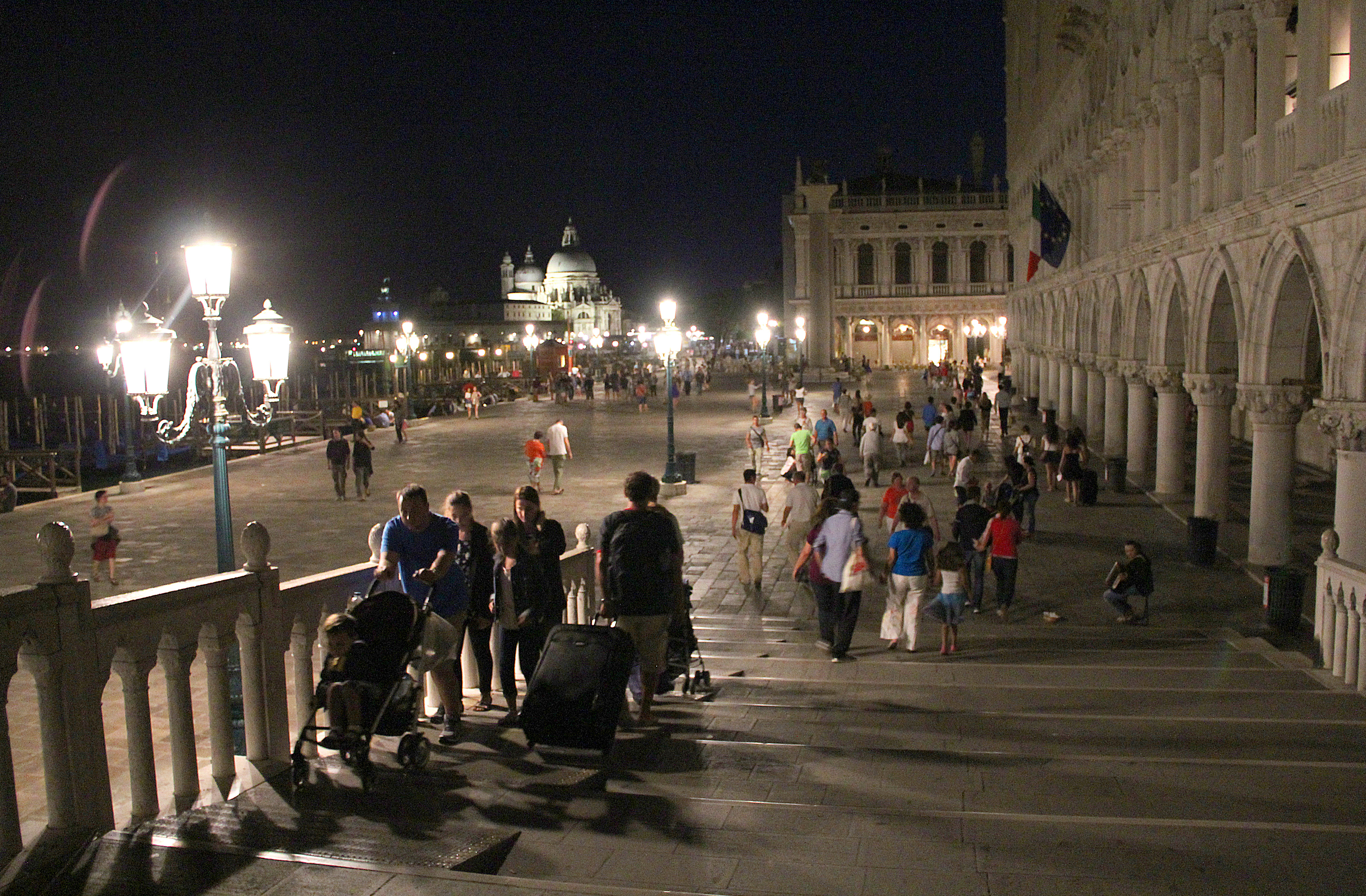
De Riva degli Schiavoni en de Molo 's nachts gezien

Riva degli Schiavoni is een kade in Venetië aan de inham Bacino San Marco, niet ver van het San Marcoplein. De kade is genoemd naar de handelaren uit Dalmatië (Schiavonia, het land van de Slaven) langs het Canale di San Marco.
De Riva degli Schiavoni dient als aanlegplaats voor veel boten vanaf de Venetiaanse eilanden. Ook zijn er de haltes San Zaccaria en Arsenale van de Vaporetto en de vertrekpunten van de gondels.
Aan de Riva degli Schiavoni, ter hoogte van de halte San Zaccaria, is de bekende Chiesa della Pietà gelegen.